# 朝日をもとめて
「朝日をもとめて」（Twelve Thirty (Young Girls Are Coming to the Canyon)）は、ママス&パパスが1967年に発表した楽曲。近年発売されたベスト盤の表記は「朝日を求めて」。

## 概要
ママス&パパスのメンバー4人は1965年、ダンヒル・レコードの創立者の一人のルー・アドラーのオーディションを受けるためにニューヨークから南カリフォルニアに移住した。ジョン・フィリップスはニューヨーク時代の生活を生々しく歌詞に書きあらわした。
「ニューヨークに住んでいた頃／そこは何かもかもが暗くて汚かった／窓から見える時計の針は／いつも12時30分を指したまま」
原題の「Twelve Thirty」はここからとられている。副題の「The Canyon」は、ミュージシャンやショービジネスの業界人が数多く住んでいたロサンゼルス郊外のローレル・キャニオン（Laurel Canyon）を指す。スターや金持ちたちがローレル・キャニオンの自宅で開くパーティーに「若い女の子たち」（一般的にグルーピーと解釈される）はこぞって集まる。語り手もパーティに招かれるが、朝になると女の子がうろついているのに目にし、彼女らとの楽しい会話がいつまでも続く。
1967年8月、シングルとして発売される。B面はファースト・アルバム『If You Can Believe Your Eyes and Ears』に収録されていた「ストレート・シューター」。その後、1968年5月発売のアルバム『The Papas & The Mamas』に収録された。
ビルボード・Hot 100で20位を記録し、オーストラリアで20位を記録した。

## 映画での使用
ドリュー・ゴダード監督の2018年の映画『ホテル・エルロワイヤル』、クエンティン・タランティーノ監督の2019年の映画『ワンス・アポン・ア・タイム・イン・ハリウッド』で使用された。
後者では、歌詞をなぞるような場面が登場する。プレイボーイ・マンションで開かれたパーティにロマン・ポランスキーとシャロン・テート夫妻が到着すると、テートはミシェル・フィリップスにすぐに会う。フィリップスはダンスが行われているところまでテートを案内するが、途中でキャス・エリオットと遭遇。カラフルな衣装にまとった若者たちに混じり、三人は踊り明かす。また、マンソン・ファミリーが凶行に及ぼうとした1969年8月8日の夜、ポランスキー宅に招かれたアビゲイル・フォルジャー（サマンサ・ロビンソンが演じている）はテートらを前に「朝日をもとめて」のB面に収録された「ストレート・シューター」をピアノで弾き語りをする。オリジナルの「ストレート・シューター」は予告編で使用された。